# Senantikken
 Denne artikel bør gennemlæses af en person med fagkendskab for at sikre den faglige korrekthed.
    
Artiklen er en oversættelse af den tyske artikel Spätantike i denne version 
Den må kontrolleres for korrekt oversættelse og for brug af sædvanlige danske vendinger.

Senantikken er en moderne betegnelse for en epoke i middelhavsområdets historie i overgangen fra antikken til middelalderen. Begrebet blev skabt i slutningen af 1800-tallet af den østrigske kunsthistoriker Alois Riegl. Den nøjagtige tidsmæssige afgrænsning af senantikken i forskningen er omstridt; man regner for det meste perioden fra kejser Diocletians regeringsperiode 284 e. Kr. til fjernelsen af den sidste kejser Romulus Augustulus i 476 eller til longobardernes indfald i Italien i 568.
I det østlige rige går perioden enten til den østromerske kejser Justinian 1.s død 565 eller til den islamiske ekspansion i 600-tallet; denne fase i den østromerske historie bliver ofte også betegnet som den tidlig-byzantinske tid. I senantikken gennemløb det østromerske rige en ændring med store territoriale tab, mens den anden senantikke stormagt, det nypersiske Sassaniderige, til sidst helt gik under 651.
Senantikken danner antikkens sidste afsnit og tilhører ganske vist ikke længere den "klassiske" antik, men kan alligevel endnu ikke henregnes til middelalderen. Den er kendetegnet ved den samtidige tilstedeværelse af antikke traditioner og kristelig-germansk omdannelse og udformning. I stedet for som tidligere at tale om en nedgang, taler men nu snarere mere neutralt om en "transformation" af den antikke arv i perioden mellem ca. 300 og 600. En særlig begivenhed i denne periode er kristendommens sejrstog og den dermed langsomme forsvinden af førkristelige kulter og traditioner. Også i kunst og litteratur opstår der en egen, karakteristisk stil – som også viser orientalsk indflydelse – gennem afløsningen eller udformningen af klassisk græsk-romerske med kristeligt prægede former og temaer.
Senantikken står desuden under tegnet af reformering af hær og forvaltning ved Diocletian og Konstantin den Store, cementeringen af kejserens sakrale stilling, folkevandring og i deres kølvand til slut ændringen af det vestromerske rige til den germansk-romanske verden, som skulle præge den vestlige middelalder.

## Tidsmæssig afgrænsning

### Generelt
Den tidsmæssige afgrænsning af senantikken er – som epoke- eller periodeafgrænsninger i almindelighed – genstand for historievidenskabelig diskussion og er til en vis grad vilkårlig. Århundrederne mellem Diocletian og Muhammed udgør en overgangsperiode hvor det er vanskeligt at lægge entydige snit. Ikke alle forskningsretninger vægter de forskellige politik-, kunst-, kultur- og religionshistoriske faktorer af den gradvise forvandling ens. Tilmed er der ganske store regionale forskelle; i det østlige middelhavsrum holdt antikke strukturer sig uden tvivl længere end ved Rhinen eller i Britannien. Som et begyndelsestidspunkt angives oftest året 284 hvor Diocletian tiltræder, men også Konstantins tid med dens religiøse nyorientering kan regnes som en afgørende afgrænsning. Derimod er slutningen på senantikken i stor udstrækning åben, da der er forskellige muligheder alt efter den retning eller forskningsinteresse man tilslutter sig.

### Spørgsmålet om "antikkens slutning"
Tidligere blev antikkens slutning ofte sat til slutningen af det romerske rige i vesten 476 (således især efter den ældre læreopfattelse  som repræsenteret ved Otto Seeck, anderledes derimod Ernst Kornemann (død 1946) og senere for eksempel Adolf Lippold (død 2005)). Denne forestilling lader sig danne i kilderne, men vel  først 40 år efter som hos Marcellinus Comes – en østromersk historieskriver, død efter 534. Det er desto mere et spørgsmål om datidens mennesker har opfattet dette år som en skillelinje: Der var ganske vist i Ravenna ikke længere nogen kejser, men det betød kun at herskabsretten i vesten nu gik over til den østromerske kejser. Endnu Justinian 1. (død 565) har også villet virkeliggøre denne fordring. I den nyere forskning lægges der derfor ikke mere så megen vægt på året 476 som tidligere.
Af og til bliver i dag rigsdelingen efter den romerske kejser Theodosius den Store i 395 valgt som den afgørende skillelinje, dog oftest slutningen på Justinian 1.'s regering i 565. Justinian stod endnu klart i traditionen fra de antikke romerske kejsere, hvad der bliver tydeligt i hans universale herskabsopfattelse. Han drev tillige en politik, der havde som mål at genoprette riget med dets gamle grænser (restauratio imperii), hvad der endog lykkedes kortvarigt. Det sidste store senantikke folkevandringstog – longobardernes indfald i Italien – fulgte 568, kun tre år efter Justinians død, således at 560'erne for hele middelhavsområdet markerer et tydeligt indsnit. Det giver en mulig afgrænsning af perioden fra 284 til 565.
Men ikke så få historikere sætter slutningen af perioden væsentligt senere med arabernes indtrængen i middelhavsområdet – den såkaldte Pirenne-tese. Denne vurdering af betydningen af den arabiske fremmarch er ganske vist berettiget for det østlige område, men ikke for det frankiske rige, thi Pirennes antagelse at islamiske sørøvere havde ødelagt "middelhavsområdets enhed" som kultur- og handelsrum, er spekulativ og regnes i dag for imødegået. At kontakten mellem Østrom og vesten endnu i begyndelsen af det syvende århundrede var ret snæver, bliver i dag knap længere bestridt. Det sidste antikke monument på Forum Romanum er søjlen af den østromerske kejser Fokas (602-610). For det østromerske rige udgør den arabiske ekspansion en markant skillelinje, da imperiet i det væsentlige var indskrænket til Lilleasien og Balkan og under det ydre tryk også i det indre frigjorde sig fra mange antikke traditioner. Den senromerske fase i det østromerske rige endte således først under kejser Heraklios (610-641). I overensstemmelse hermed betragter forskere som Stephen Mitchell 284 og 641 som periodens afgrænsning.
Overhovedet er den tendens fremherskende i det anglo-amerikanske område med dets stærke hensyntagen til det østlige middelhav at angive antikkens slutning tidligst med slutningen af Justinians regenttid 565, således Averil Cameron og John B. Bury (noget originalt A. H. M. Jones 602 med kejser Maurikios' død). Det sidste bind af det nye Cambridge Ancient History behandler årene 435 til 600 og Prosopography of the Later Roman Empire tiden fra ca. 260 til 641.
Også i det tysksprogede område er man i almindelighed rykket bort fra at holde fast i det kunstige epoke-år 476 (se blandt andet Alexander Demandt, Heinz Bellen, Jochen Martin eller Hartwin Brandt), og foretrækker nu for det meste 565 eller senere.
En udvidelse af tidsrummet til 632/641 synes for Østrom i virkeligheden meningsfuld og sætter sig i stigende grad igennem, da først det arabiske indfald markerede det afgørende indsnit eller skillelinje. De arabiske soldater erobrede derved ikke blot den romerske orient, men tilintetgjorde også det nypersiske rige Sassaniderne. Dette rige havde hele senantikken igennem været den anden stormagt ved siden af Rom; det var en betydende magtfaktor og bliver af mange oldtidsforskere som Josef Wiesehöfer, Erich Kettenhofen, Zeev Rubin og Michael Whitby inddraget i udforskningen af perioden.
Betragter man kun det romerske vesten, så udgør 476/80 nu som før en skillelinje – uafhængig af om de samtidige opfattede slutningen på det vestlige kejserdømme som indsnit eller ej – alligevel må man vel snarere regne Teoderik den Stores (død 526) tid til antikken end til middelalderen, så det næsten bliver umuligt at fastlægge et nøjagtigt tidspunkt. Indtil longobardernes indfald i 568 kan man eftervise den antikke kultur i Italien; det vestromerske senat forsvinder først ud af kilderne hen mod slutningen af det sjette århundrede. På lignende måde knytter også de tidlige merovinger an til den antikke arv. Klodevig (482-511) lagde stor vægt på romerske ærestitler. Man må således tale om en overgangsfase, der varede forskelligt i de forskellige regioner.
Man skal imidlertid ikke ligge under for fristelsen til at ansætte "begyndelsen" på den vesteuropæiske middelalder for sent. I Gallien markerede frankernes overgang til kristendommen under Klodevig og hans efterfølgere, i Italien langobardernes indfald samlet betragtet begyndelsen på middelalderen i disse regioner. Problemet lader sig også vende om: Således griber også mange middelalderforskere (ty. "Mediävisten") der beskæftiger sig med den tidlige middelalder (som for eksempel Friedrich Prinz, Hans-Werner Goetz, Walter A. Goffart, Patrick Geary, Herwig Wolfram, Ian N. Wood og andre) baglæns tilbage i senantikken for at forklare forandringerne i den tidlige middelalder.
Problematikken ligger i, at senantikken var en periode med ombrydninger og opbrud. På den ene side var der givet en kontinuitet med antikken, på den anden side tegnede sig allerede middelalderens verden, som især var forbundet med senantikken ved samfundets snævre sammenhæng (ty. Verklammerung) med den kristne kirke. Kulturelt kan som vigtig forskel til senere tid anføres at man stadig havde adgang til de klassiske traditioner. Endnu i det sjette århundrede blomstrede den senantikke litteratur der var orienteret mod klassiske forbilleder (Boëthius, Cassiodor, Corippus, Prokopios af Cæsarea, Agathias). Den middelalderlige verden med dens i udstrakt grad ringere arbejdsdeling rådede da ikke længere over kapacitet til fuldstændig at bevare den klassiske dannelse. Den største del af den indtil da overleverede litteratur blev i vesten fra det sene sjette århundrede ikke længere plejet, hvorefter der siden det ottende århundrede igen dukkede bøger op man troede tabt.

### Eksistensen af Byzans i en "intakt senantik"
Det østromerske henholdsvis byzantinske rige eksisterede i en relativ intakt "senantik" indtil belejringen af Konstantinopels fald i 1453, fordi det i østen var kommet til en mindre radikal afbrydelse af den antikke tradition end i vesten. Byzantinistikken og mange arkæologer med arbejdsfelt inden for dette kulturområde kan betegne nogenlunde samme tidsrum som henholdsvis senantik for det vestromerske riges vedkommende og som tidlig-byzantinsk når det drejer sig om Østrom. For det østlige imperium er de to begreber i praksis ensbetydende.
Trods større kontinuitet i Østrom var forskellene alligevel betragtelige mellem de tilstande der herskede i perioden fra 4. til 6. århundrede og så den da efterfølgende middel- og senbyzantinske tid. I østriget er derved ved siden af den arabiske ekspansion også den endegyldige fortrængning af det latinske embedssprog af græsk under kejser Heraklios (død 641) at betragte som en signifikant skillelinje.
Arabernes angreb førte i Østrom tillige til undergang af det senantikke senatsaristokrati og til en betragtelig tilbagegang for antik dannelse. Derudover bragte det vidtgående militære og økonomiske sammenbrud i riget efter 636 også den endegyldige slutning på de klassiske byer (polis) med sig, der siden gammel tid havde præget middelhavsrummet. Udviklingen af de byzantiske temaordninger (byzantinsk forvaltning) betød til slut også på det administrative område et tydeligt brud med den senantikke tradition.